# Vochysia penae
Vochysia penae là một loài thực vật có hoa trong họ Vochysiaceae. Loài này được Marc.-Berti miêu tả khoa học đầu tiên năm 1993.